# رود ویدینیا
ویدینیا (لهستانی: Łydynia) رودی در شمال‌شرقی کشور لهستان است که ۷۲ کیلومتر طول دارد و از شاخه‌های رود وکرا به حساب می‌آید. این رود از کنار دژ معروف شهر چیخانوف گذر می‌کند. 